# Zanim się pojawiłeś
Zanim się pojawiłeś (ang. Me Before You) – dramat produkcji amerykańskiej i brytyjskiej, na podstawie powieści Jojo Moyes.

## Opis filmu
Pewnego dnia, pracująca w kawiarni, dwudziestosześcioletnia Lou Clark (Emilia Clarke) traci posadę. Po nieudanych próbach podjęcia nowej pracy, zdesperowana postanawia zatrudnić się jako opiekunka Willa Traynora (Sam Claflin), który przed dwoma laty w wyniku wypadku utracił władzę w swoim ciele. Żyjący do tej pory pełną piersią mężczyzna, kochający wyzwania i nie stroniący od kobiet, stracił chęć do życia. Matka Willa zatrudniając Lou, ignoruje jej brak doświadczenia, mając nadzieję, że tchnie ona w jej syna chęć do życia, zarażając go swoim optymizmem. Gdy Clark dowiaduje się, że Will za kilka miesięcy planuje poddać się eutanazji, postanawia zrobić wszystko, aby odwieść go od tej decyzji i przekonać go, że pomimo niepełnosprawności, można żyć pełnią życia.

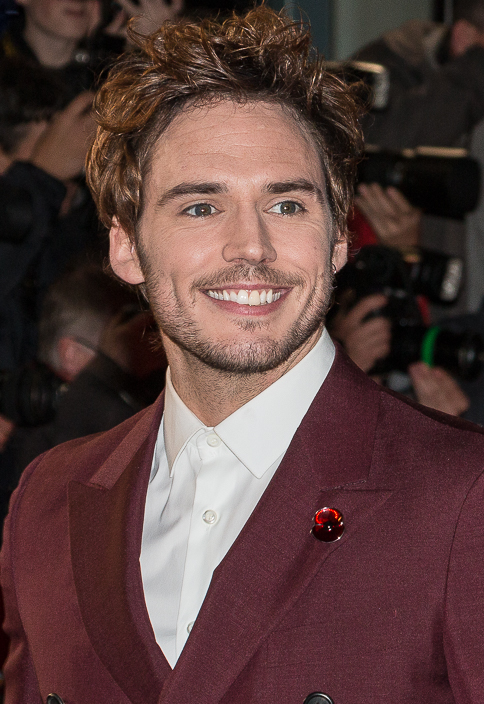
Sam Claflin - odtwórca roli Willa Traynora.

## Obsada
| Aktor            | Bohater                |
| ---------------- | ---------------------- |
| Emilia Clarke    | Lou Clark              |
| Sam Claflin      | Will Traynor           |
| Janet McTeer     | Camilla Traynor        |
| Charles Dance    | Stephen Traynor        |
| Brendan Coyle    | Bernard Clark          |
| Stephen Peacocke | Nathan                 |
| Jenna Coleman    | Katrina „Treena” Clark |
| Matthew Lewis    | Patrick                |
| Vanessa Kirby    | Alicia                 |

- Informacje pobrane z portalu IMDb[7]

## Ścieżka dźwiękowa
| Nr | Wykonawca       | Tytuł                              | Czas |
| -- | --------------- | ---------------------------------- | ---- |
| 1  | Max Jury        | Numb                               | 4:05 |
| 2  | HOLYCHILD       | Happy With Me                      | 2:48 |
| 3  | X Ambassadors   | Unsteady (Erich Lee Gravity Remix) | 3:24 |
| 4  | Jessie Ware     | Till the End                       | 3:00 |
| 5  | The 1975        | The Sound                          | 4:08 |
| 6  | Jack Garratt    | Surprise Yourself                  | 4:20 |
| 7  | CLOVES          | Don't Forget About Me              | 4:28 |
| 8  | Imagine Dragons | Not Today                          | 4:21 |

- Informacje pobrane z portalu itunes.apple.com[8]

Utwory, które nie ukazały się na CD:
- Amigaman - Run
- Ashley Clark - Because Of You
- Chase & Status Feat. Liam Bailey - Big Man
- Ed Sheeran - Thinking Out Loud
- Ed Sheeran - Photograph
- Health - New Coke
- Obsession - Fire

Utwory użyte w zwiastunie:
- Ed Sheeran - Photograph
- Imagine Dragons - Not Today
- Oh Honey - Take All The Time You Need

## Odbiór

### Box office
Premiera filmu odbyła się 3 czerwca 2016 roku. Całkowity przychód w Stanach Zjednoczonych wyniósł ponad 56 mln $, a za granicą 151 mln$. W Polsce film wyświetlany był w kinach od 10 czerwca do 10 lipca, przynosząc zysk w wysokości ponad 1,5 mln $.

### Krytyka
Od momentu ujawnienia obsady filmu, fani powieści nie kryli swojego niezadowolenia, ponieważ po raz kolejny w rolę niepełnosprawnego bohatera obsadzono całkowicie sprawnego fizycznie aktora. Największe oburzenie pojawiło się po premierze filmu, gdy okazało się, że w filmie bohater podejmuje świadomą decyzję o śmierci, by uniknąć życia jako niepełnosprawna osoba. Środowiska zajmujące się tematyką niepełnosprawności w Hollywood zbojkotowały film twierdząc, że obraz niesie zły przekaz, który ma przekonać widzów, iż śmierć jest najlepszym wyjściem dla osób w pełni sparaliżowanych. W Stanach Zjednoczonych, Wielkiej Brytanii oraz w Australii odbyły się protesty, promowane hasłem #MeBeforeEuthanasia, mające na celu uświadomić ludzi, że niepełnosprawność nie jest wyrokiem śmierci.
Film zebrał mieszane recenzje, które spowodowane były różnymi odczuciami związanymi z historią przedstawioną w filmie. Na stronie Rotten Tomatoes film oceniony został na 5,5/10. Metacritic przyznał ocenę 51/100, uznając film jako „przeciętny”.

### Nagrody i nominacje
| Nagroda                      | Kategoria                      | Nominacja                                                                    | Wynik     |
| ---------------------------- | ------------------------------ | ---------------------------------------------------------------------------- | --------- |
| People’s Choice Award (2017) | Ulubiony dramat                | Zanim się pojawiłeś                                                          | Wygrana   |
| Teen Choice Awards (2016)    | Ulubiony pocałunek             | Emilia Clarke i Sam Claflin                                                  | Nominacja |
| MTV Movie + TV Awards (2017) | Najlepsza scena wywołująca łzy | Emilia Clarke i Sam Claflin (Will mówiący Louisie, że nie może z nią zostać) | Nominacja |
| Kids Choice Awards (2017)    | Ulubiony soundtrack            | Zanim się pojawiłeś                                                          | Nominacja |
| Jupiter Award (2017)         | Najlepsza zagraniczna aktorka  | Emilia Clarke                                                                | Nominacja |

- Informacje pobrane z portalu imdb.com[19]